# Dilma Rousseff
Dilma Vana Rousseff (Belo Horizonte, 14 dicembre 1947) è una politica ed economista brasiliana, membro del Partito dei Lavoratori, presidente del Brasile dal 1º gennaio 2011 al 31 agosto 2016.
Nata in una famiglia borghese e ricevuta un'educazione universitaria, da giovanissima maturò posizioni politiche di sinistra. Cominciò la sua militanza guerrigliera partecipando alla lotta armata contro la Dittatura militare brasiliana (1964-1985) in organizzazioni come il COLINA (Comando de Libertação Nacional) e la VAR Palmares (Vanguarda Armada Revolucionária Palmares). Trascorse tre anni in prigione tra il 1970 e il 1972.
Ricostruì la sua vita nel Rio Grande del Sud, dove, insieme con Carlos Araújo, suo compagno per trent'anni, contribuì alla fondazione del Partito Democratico Laburista (PDT) e partecipò attivamente a diverse campagne elettorali. Ricoprì l'incarico di segretaria municipale della Fazenda di Porto Alegre nel governo di Alceu Collares e più tardi fu segretaria statale per le miniere e per l'energia nei governi di Alceu Collares e di Olívio Dutra; mentre rivestiva questo ruolo si avvicinò al Partito dei Lavoratori (PT) nel 2001.
Partecipò al gruppo di lavoro che stese il programma per il settore energetico della campagna elettorale di Luiz Inácio Lula da Silva alla presidenza della Repubblica nel 2002; Lula la nominò ministro della Casa Civil, una sorta di ministro dell'Interno con funzioni di sottosegretario alla presidenza del consiglio. La rivista brasiliana Época la mise sulla lista delle donne brasiliane più influenti nel 2009.
Fu eletta Presidente del Brasile nel 2010, prima donna a ricoprire tale ruolo. Riconfermata dopo aver vinto al ballottaggio delle elezioni generali del 2014, il 12 maggio 2016 il Senato, con 55 voti contro 22, ha sancito la sospensione dalla carica di Presidente della Rousseff (prevista dalla Costituzione brasiliana fino a 180 giorni). Le funzioni di presidente sono state quindi assunte dal vice, Michel Temer. Il 31 agosto 2016 il Senato decreta la destituzione della Rousseff, alla quale succede come presidente lo stesso Temer. Nel 2022 l'indagine giudiziaria sulle accuse di manipolazioni contabili che erano alla base del suo impeachment è stata ufficialmente chiusa, in quanto il Ministero pubblico federale brasiliano (MPF) non ha identificato alcun reato o atto di irregolarità amministrativa.

## Biografia

### Infanzia e adolescenza
Dilma Rousseff è figlia dell'avvocato e imprenditore bulgaro naturalizzato brasiliano Pedro Rousseff (in bulgaro Петър Русев, Petăr Rusev) e della maestra elementare Dilma Jane Silva. Suo padre, parente lontano dello scrittore Ran Bosilek e in stretti rapporti di amicizia con la poetessa bulgara Elisaveta Bagrjana, aveva militato nel Partito comunista bulgaro. Giunto in Brasile alla fine degli anni trenta, già vedovo (avendo lasciato un figlio nella sua terra natale, Luben, morto nel 2007), si spostò poi a Buenos Aires e anni dopo tornò in Brasile e si stabilì a São Paulo, dove fece fortuna. In un viaggio a Uberaba conobbe Dilma Jane Silva, insegnante di vent'anni, cresciuta nell'interno dello Stato di Minas Gerais. Dall'unione nacquero tre figli: Igor, Dilma Vana e Zana Lúcia (morta nel 1976).
Pedro Roussef lavorò per l'impresa siderurgica Mannesmann e, contemporaneamente, si dedicò a vari investimenti immobiliari. I figli, cresciuti in una grande casa, ricevettero una formazione classica, studiando pianoforte e francese. Vinta l'iniziale resistenza della società locale nei confronti degli stranieri, la famiglia cominciò a frequentare scuole e club esclusivi. Incentivata dal padre, la brasil-bulgara maturò ben presto una grande passione per la lettura. Pedro Rousseff morì nel 1962 e lasciò in eredità 15 immobili di valore.

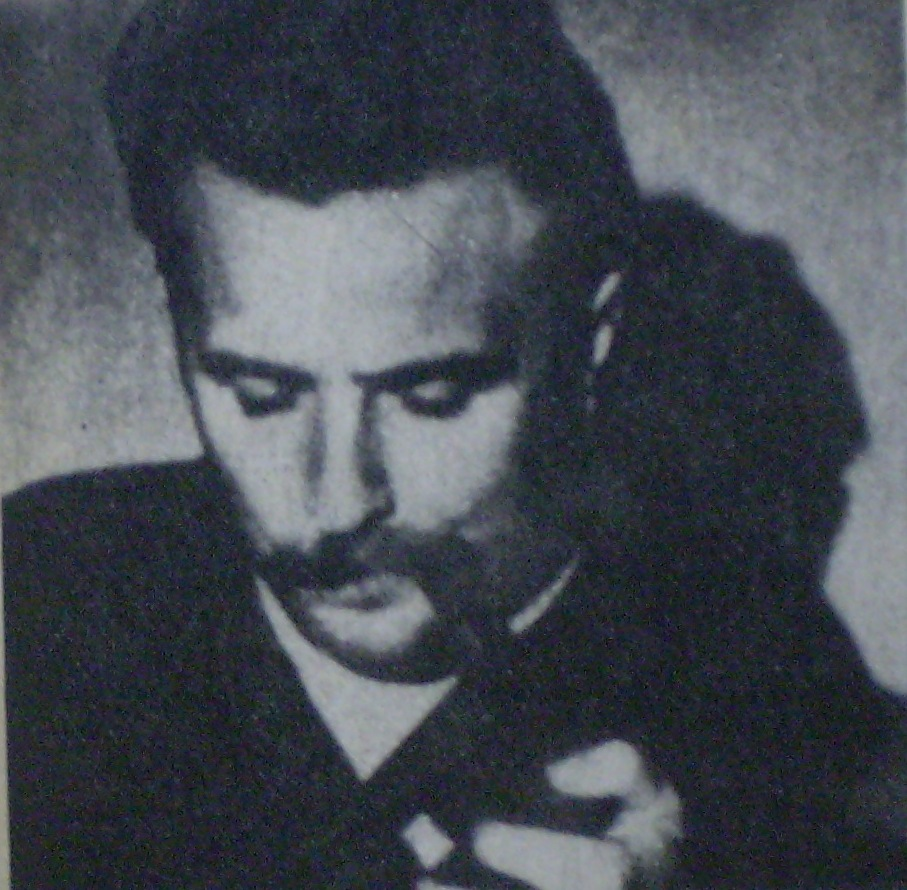
Régis Debray, autore del libro Revolução na Revolução (Rivoluzione nella rivoluzione), che fu decisivo per l'entrata della Roussef nella lotta armata.

Dal 1952 al 1954 la Roussef frequentò la scuola materna (pré-escola) nel collegio Isabela Hendrix e dal 1955 frequentò la scuola elementare (ensino fundamental) nel collegio Nossa Senhora de Sion, a Belo Horizonte. Nel 1964, fu ammessa nel Colégio Estadual Central (l'attuale Escola Estadual Governador Milton Campos), dove svolse studi classici. In questa scuola pubblica entrò in contatto con un movimento studentesco molto attivo. Fu proprio in questi anni che Dilma Roussef si formò politicamente, cominciando a sviluppare posizioni di resistenza alla dittatura militare che aveva soppresso i diritti costituzionali. Nello stesso 1964, entrò nell'organizzazione politica POLOP (Política Operária), fondata nel 1961 da una costola del Partito Socialista Brasiliano; qui militò con José Aníbal.
I militanti dell'organizzazione si divisero ben presto riguardo ai metodi da utilizzare per l'instaurazione del socialismo: mentre alcuni sostenevano la battaglia per la convocazione di un'assemblea costituente, altri preferivano la lotta armata. Lei scelse il secondo gruppo, che diede origine al COLINA, comando di liberazione nazionale (Comando de Libertação Nacional). Per Apolo Heringer, che guidò il COLINA nel 1968 e era stato insegnante della futura presidentessa di Belo Horizonte nella scuola secondaria, la giovane scelse la lotta armata dopo aver letto il libro Revolução na Revolução (Rivoluzione nella rivoluzione), di Régis Debray, un francese che si era trasferito a Cuba ed era diventato amico di Fidel Castro. Secondo Heringer, "Il libro incendiò tutto il mondo, compresa Dilma".
Fu in quest'epoca che conobbe Cláudio Galeno Linhares, anch'egli sostenitore della lotta armata. Galeno, entrato nel POLOP nel 1962, aveva prestato servizio nell'esercito, aveva partecipato al golpe militare del 1964, partecipando alla sollevazione dei marinai, ed era stato arrestato sulla Ilha das Cobras, nei pressi di Rio de Janeiro. La Rousseff e Galeno si sposarono nel 1967 dopo un anno di fidanzamento.

### Attività politica nel Comitato di Liberazione Nazionale
Secondo compagni di militanza, Dilma Rousseff aveva delle grandi doti di leader, tanto da riuscire a imporsi in un contesto prevalentemente maschile, abituandosi così al comando. Non avrebbe partecipato direttamente ad azioni armate, ma si sarebbe distinta per la sua azione politica, gestendo i contatti con i sindacati, dando lezioni di marxismo e impegnandosi per il giornale O Piquete. Ciò nonostante imparò anche a usare le armi e ad affrontare scontri con la polizia. All'inizio del 1969 il CoLiNa nello Stato di Minas Gerais contava poche decine di militanti, disponeva anche di poco denaro e di poche armi. La sua azione si era ridotta ad assalti a banche, furti di auto e due attentati con bomba che non fecero vittime. Il 14 gennaio, dopo l'arresto di alcuni militanti in seguito a un assalto a una banca, altri si riunirono per discutere di come liberarli.
All'alba, con un blitz della polizia, i militanti furono sorpresi nella casa in cui si trovavano e reagirono a colpi di mitragliatrice, uccidendo due poliziotti e ferendone un terzo. La giovane e Galeno si nascosero per non essere arrestati, dormendo ogni notte in un luogo differente. Restarono ancora alcune settimane a Belo Horizonte con l'idea di riorganizzare ciò che restava del gruppo. Per ordine del gruppo, la coppia si spostò a Rio de Janeiro. Ella aveva 21 anni e stava terminando il secondo anno di economia. A Rio si trovavano molti militanti dell'organizzazione, provenienti dallo Stato di Minas Gerais (compreso Fernando Pimentel); La Roussef e Galeno restarono per un periodo in casa di una zia di Dilma, che pensava che la coppia fosse in ferie.

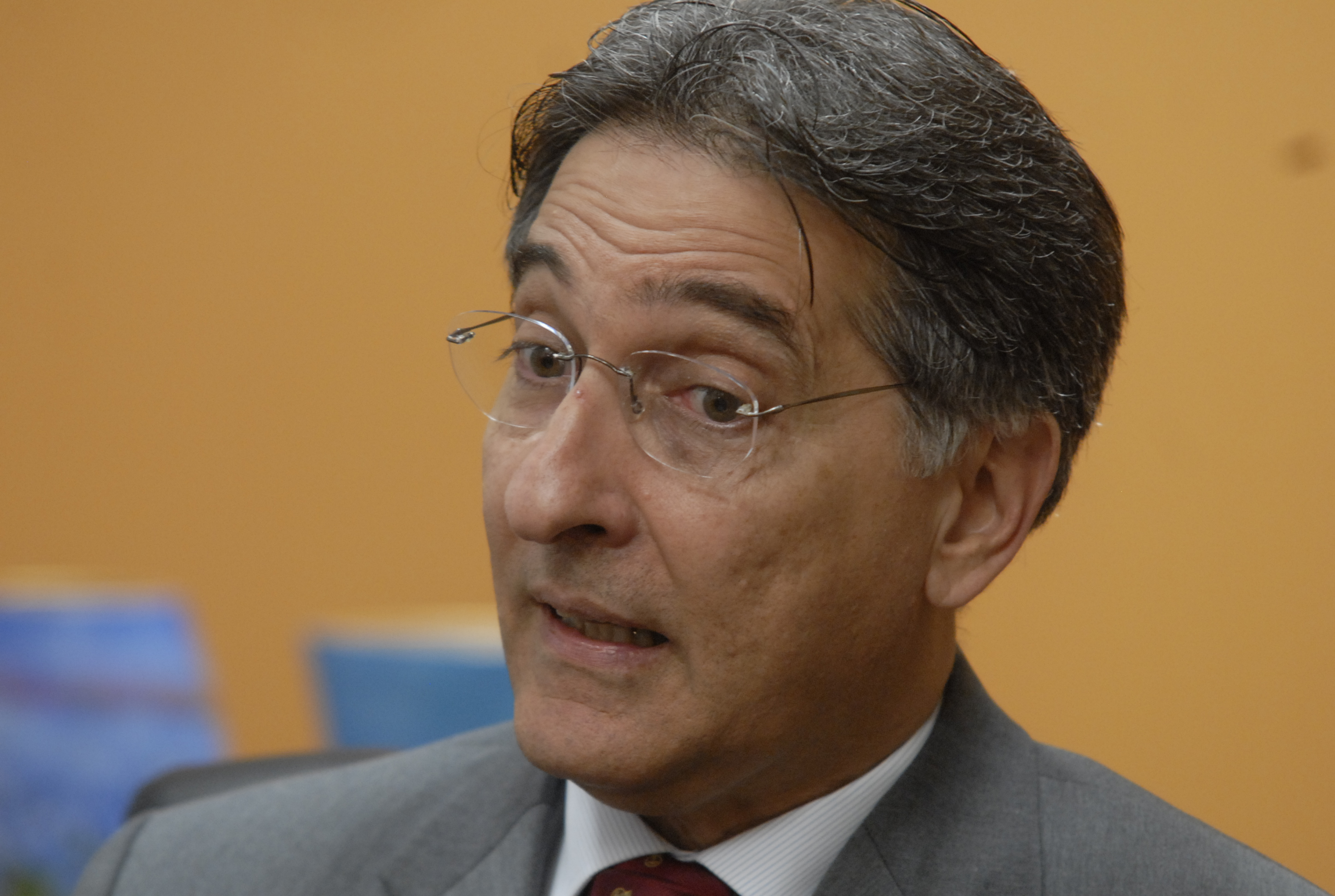
Fernando Pimentel e la Roussef ebbero percorsi simili: entrambi originari dello stato di Minas Gerais, entrambi militanti del COLINA e, ricercati dalla polizia, si trasferirono a Rio de Janeiro.

Più tardi si spostarono in un piccolo hotel e poi in un appartamento, finché Galeno fu inviato dall'organizzazione a Porto Alegre. Ella restò a Rio, dove continuava a collaborare con l'organizzazione, partecipando a riunioni e trasportando armi e denaro. In queste riunioni, conobbe l'avvocato Carlos Franklin Paixão de Araújo, originario dello Stato di Rio Grande do Sul, che all'epoca aveva 31 anni; s'innamorò di lui e con lui vivrà per quasi trent'anni. Araújo era il capo della minoranza del Partito Comunista Brasiliano (PCB, conosciuto anche come "o Partidão"). La separazione della Rousseff da Galeno fu pacifica. Come affermò Galeno, "in quella situazione difficile, noi non avevamo nessuna prospettiva per essere una coppia normale."
Araújo era figlio di un rinomato avvocato del lavoro e aveva cominciato molto presto a militare nel PCB. Aveva viaggiato per l'America Latina (conoscendo tra l'altro Fidel Castro e Che Guevara) ed era già stato arrestato una volta nel 1964. Nel 1968 entrò nella lotta armata. Nel 1969, cominciò a occuparsi della fusione del suo gruppo con il COLINA e la Vanguarda Popular Revolucionária, guidata da Carlos Lamarca. Dilma Rousseff partecipò ad alcune riunioni sulla fusione, che fu formalizzata in due conferenze a Mongaguá e dette origine a Vanguarda Armada Revolucionária Palmares (VAR Palmares).

### Nella VAR Palmares
Carlos Araújo diventò uno dei sei dirigenti della VAR Palmares, che si autodefiniva "una organizzazione político-militare di carattere partitico, marxista-leninista, che si propone di prendere il potere e costruire il socialismo".
Usando vari nomi in codice, come Estela, Luísa, Maria Lúcia, Marina, Patrícia e Wanda, partecipò convintamente all'attività dell'organizzazione, guadagnandosi il soprannome di "Giovanna d'Arco della sovversione" (in portoghese Joana d'Arc da subversão); in questi anni lei avrebbe guidato molti scioperi e assalti a banche. La Roussef ha sempre ironizzato sulla similitudine, dichiarando che le sono state sempre attribuite molte azioni, di cui lei però non si ricorda assolutamente.

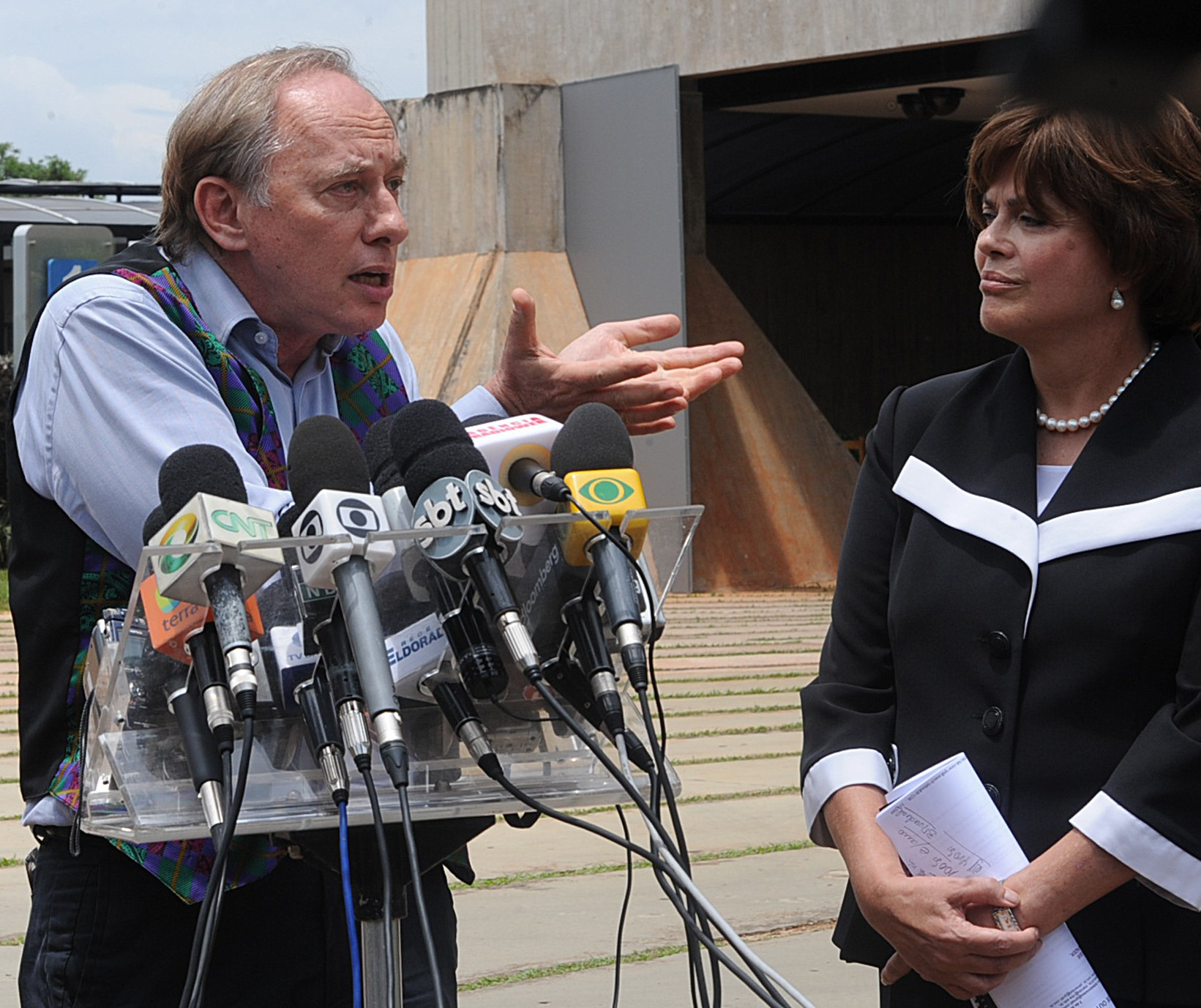
Compagno di Dilma Rousseff nella VAR Palmares, Carlos Minc sostenne che la Rousseff non avrebbe avuto un ruolo di primo piano nell'organizzazione.

Secondo l'ex militante Darcy Rodrigues, che fu il braccio destro di Carlos Lamarca, Dilma faceva da tramite tra il comando nazionale e quelli regionali. Secondo la rivista Revista Veja, essa sarebbe stata l'organizzatrice, a quei tempi, del furto di una cassaforte appartenente all'ex governatore di San Paolo Ademar de Barros (considerato dagli esponenti della guerriglia un simbolo di corruzione) il 18 giugno 1969, nella città di Rio de Janeiro; dalla cassaforte furono sottratti 2,5 milioni di dollari.
A parere di Carlos Minc, che le fu collega nell'organizzazione clandestina VAR Palmares ed era tra i militanti che invasero la casa della presunta amante dell'ex governatore, la Rousseff non partecipò a quell'azione e la versione secondo la quale la donna sarebbe stata la leader di quella organizzazione non sarebbe rispondente a verità; Minc sostiene infatti che la Rousseff era una semplice militante senza nessun ruolo di spicco. In almeno tre occasioni, lei stessa ha negato di avere partecipato all'evento. Testimonianze e relazioni della polizia riportano che il ruolo di Dilma sarebbe consistito nell'amministrazione del denaro, nel pagamento del salario ai militanti e nell'acquisto di un'auto Fusca. LA VAR Palmares avrebbe pianificato nel 1969 anche il sequestro di Delfim Neto, simbolo economico e all'epoca il civile più potente del governo federale. Il sequestro, che avrebbe dovuto essere messo in atto nel dicembre dello stesso anno, era già stato raccontato nel 1981 dal libro Os Carbonários di Alfredo Sirkis. Antonio Roberto Espinosa, ex comandante della Vanguarda Popular Revolucionária e della VAR Palmares, ha ammesso di aver coordinato il piano, che cinque membri della cupola dell'organizzazione ne sarebbero stati a conoscenza, Dilma tra questi. Il sequestro non sarebbe stato poi realizzato perché i membri del gruppo cominciarono a essere arrestati la settimana precedente. Dilma nega fermamente di essere stata a conoscenza del piano.
Nonostante disponesse di una grande quantità di denaro, l'organizzazione non riuscì a mantenere la sua unità. In un congresso a Teresópolis, tra agosto e settembre del 1969, si consumò una spaccatura tra i militaristi, sostenitori della lotta armata, e i "basisti", che sostenevano l'idea di un lavoro di massa: mentre i primi si riunirono nella VPR militarista, sotto la guida di Lamarca, Dilma entrò nell'altro gruppo, la VAR Palmares "basista". Dopo la scissione, Dilma fu inviata a San Paolo, dove fu incaricata di tenere al sicuro le armi di pertinenza del gruppo. Insieme con un'amica (Maria Celeste Martins, diventata successivamente sua collaboratrice al ministero della Casa Civile), la Rousseff si trasferì in una modesta pensione nella zona est di San Paolo, con un bagno collettivo, nascondendo il suo arsenale sotto il letto.

### In prigione

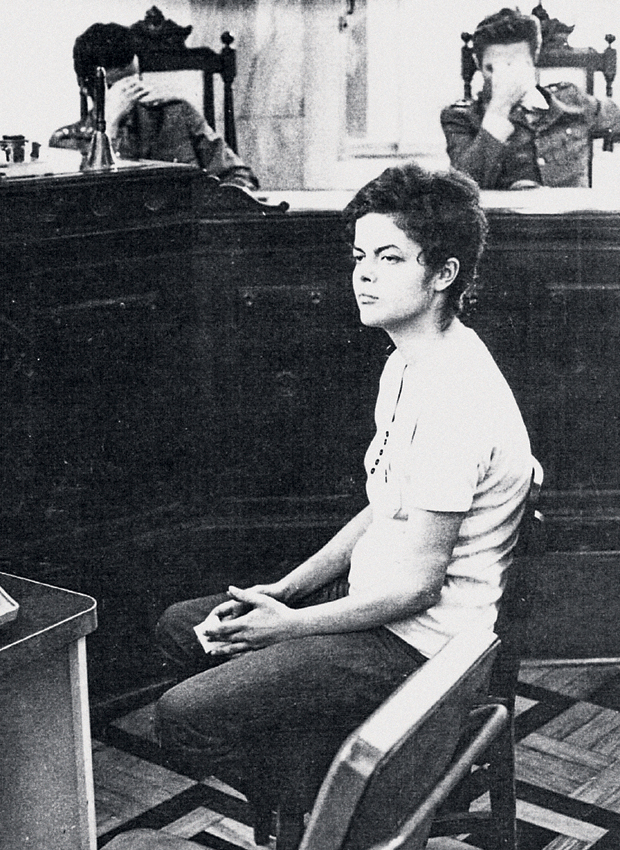
Rousseff al Tribunale Militare (1970)

José Olavo Leite Ribeiro, che si incontrava tre volte alla settimana con Dilma, fu arrestato. Dopo un giorno di tortura, rivelò il luogo dove si incontrava con un altro militante, in un bar della Rua Augusta a San Paolo. Il 16 gennaio 1970, essendo stato obbligato a recarsi in quel luogo in compagnia di poliziotti in incognito, fu indirettamente responsabile della cattura di un collega; quando Ribeiro e i poliziotti si preparavano a lasciare il locale, arrivò, inaspettata, la Roussef. Sospettando che qualcosa non stesse andando per il verso giusto, ella provò a uscire dal locale senza essere notata. I poliziotti l'avvicinarono e, trovatala armata, l'arrestarono.
Fu portata a Operação Bandeirante (Oban), il centro di tortura istituito dalla dittatura militare, nello stesso luogo in cui, cinque anni più tardi, Vladimir Herzog avrebbe perso la vita.
La Roussef sarebbe stata torturata per ventidue giorni con percosse, pau de arara ed elettroshock: nell'ambiente militare qualcuno ha ironizzato su ciò che la Rousseff ha raccontato di questa esperienza, mettendone in dubbio la veridicità, in particolare si è molto discusso sulla possibilità di sopravvivenza di una persona dopo ventidue giorni di tortura. Dilma, una volta uscita di prigione, denunciò apertamente le torture alle quali era stata sottoposta, indicando i nomi dei militari che ne furono autori, come il capitano dell'esercito Benoni de Arruda Albernaz. Nonostante avesse rivelato i nomi di alcuni militanti, riuscì a proteggere Carlos Araújo e la sua aiutante nella raccolta delle armi, Maria Celeste Martins.
Durante tutto il tempo in cui la futura presidentessa fu in carcere, Araújo ebbe una breve storia con l'attrice e simpatizzante dell'organizzazione Bete Mendes. Egli stesso fu poi arrestato il 12 agosto 1970 e la incontrò in varie occasioni. Entrambi restarono alcuni mesi nel presídio Tiradentes di San Paolo, furono autorizzati anche a incontri intimi e si riconciliarono, programmando di ricominciare la loro vita coniugale una volta usciti di prigione. Dilma fu condannata in prima istanza a sei anni di reclusione. Ne erano già trascorsi tre, quando il Tribunale Militare Superiore ridusse la sua pena a due anni e un mese. Nondimeno la Rousseff fu privata per diciotto anni dei suoi diritti politici.

### Trasferimento a Porto Alegre
Dilma uscì dal Presìdio Tiradentes alla fine del 1972, più magra di dieci chili e con una disfunzione alla tiroide. Era stata condannata in alcuni processi e assolta in altri. Passò un periodo con la sua famiglia in Minas Gerais per rimettersi in salute, restò un po' di tempo con una zia a San Paolo e successivamente si trasferì a Porto Alegre, dove Carlos Araújo stava scontando gli ultimi mesi della sua pena. Visse nella casa dei suoceri, dalla quale si vedeva l'istituto penitenziario in cui era rinchiuso Araújo.
Dilma andava spesso a trovarlo, portandogli giornali e libri politici, camuffati da romanzi. Dismesso il carcere Presídio da ilha das Pedras Brancas, Araújo scontò il resto della pena nel Presìdio Central.

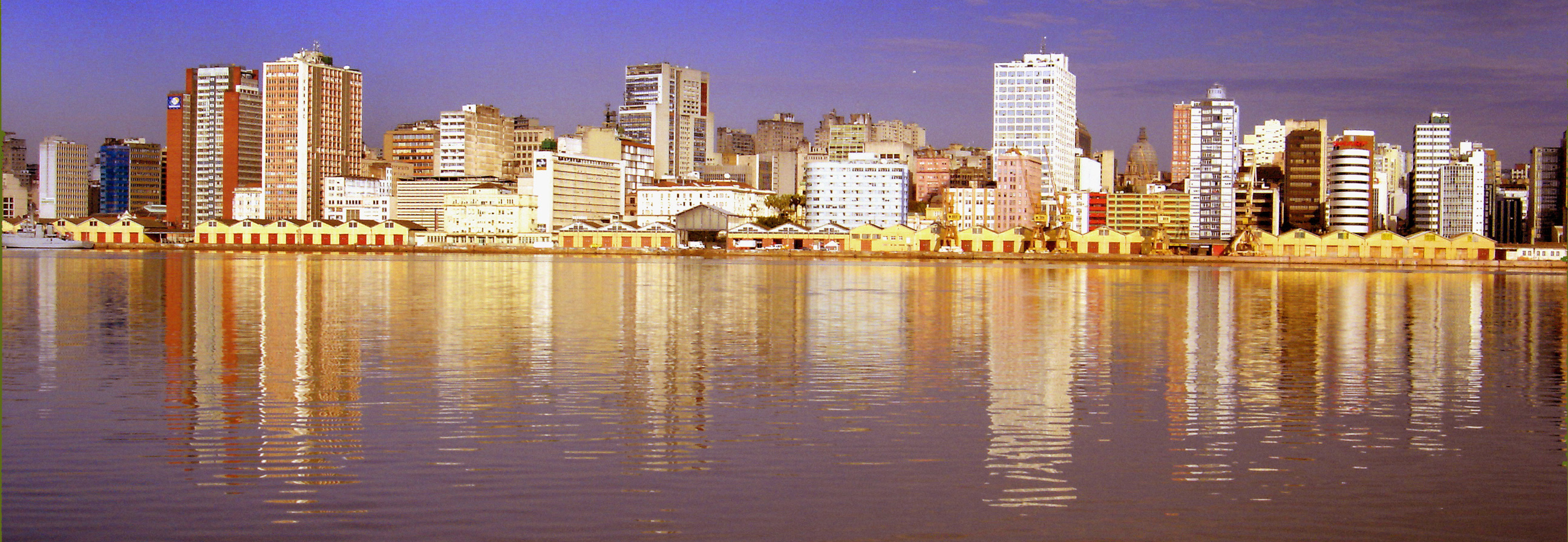
Dilma cominciò la sua carriera pubblica a Porto Alegre, città in cui decise di stabilirsi per seguire Carlos Araújo, eletto deputato statale per tre volte.

Dopo la morte di Afrânio Araújo, celebre avvocato e padre di Carlos, avvenuta nel giugno del 1974, amici giuristi s'impegnarono per liberare Carlos dalla prigione; Araújo fu così liberato una settimana dopo. Punita per sovversione in ottemperanza al Decreto legge n. 477 del 26 febbraio 1969, nel 1973 fu espulsa definitivamente dall'Università Federale di Minas Gerais, dove non le sarebbe stato più permesso di riprendere gli studi. Dilma Roussef si iscrisse quindi al corso di laurea in Scienze economiche presso l'Università Federale di Rio Grande do Sul. Si laureò nel 1977, senza partecipare ai movimenti studenteschi degli anni precedenti. Nel 1976, in marzo, nacque la sua unica figlia, Paula Rousseff Araújo.
La sua prima attività remunerata dopo essere uscita dalla prigione fu quella di stagista nella Fondazione di Economia e Statistica (Fundação de Economia e Estatística – FEE), istituzione legata al governo di Rio Grande do Sul. La militanza politica di Dilma, questa volta dentro la legalità, ricominciò nell'Istituto di Studi Politici e Sociali (Instituto de Estudos Políticos e Sociais, IEPES), vicino all'unico partito di opposizione legalizzato, il Movimento Democrático Brasileiro (MDB). Pur non essendo scritta al partito, ella organizzava dibattiti nell'istituto, che ospitava conferenze di intellettuali del calibro di Francisco de Oliveira, Fernando Henrique Cardoso e Francisco Weffort.

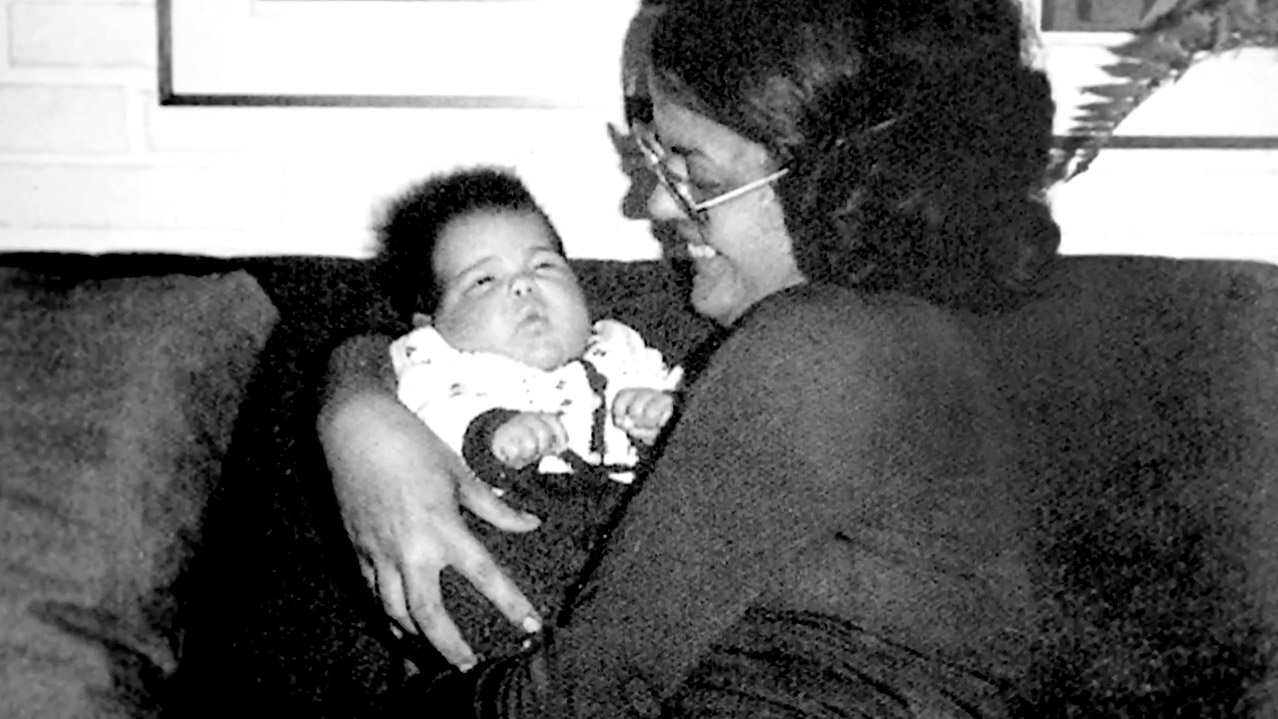
La giovane Rousseff con la figlia Paula

Nel 1976, Araújo e Dilma parteciparono attivamente alla campagna per l'elezione a consigliere comunale (Vereador) di Glênio Peres nelle liste del MDB. Nel novembre del 1977, il nome di Dilma Rousseff fu pubblicato nel giornale O Estado de S. Paulo in una lista di 97 sovversivi infiltrati nella macchina pubblica. Il rapporto era stato stilato dal Ministro dell'Esercito dimissionario, Sílvio Frota. Dilma, indicata come militante dell'organizzazione VAR Palmares e del COLINA e "amante del sovversivo" Carlos Araújo, fu allontanata dalla Fondazione di Economia e Statistica.
Nel 1978 Dilma si iscrisse all'Università statale di Campinas, con l'intenzione di frequentare una laurea magistrale (mestrado). In questo stesso periodo partecipava a un gruppo di discussione a San Paolo con altri ex-militanti della VAR Palmares, tra i quali Rui Falcão, Antonio Roberto Espinosa, suo compagno di prigione e, occasionalmente, lo stesso Carlos Araújo. Riunendosi una volta ogni tre mesi, il gruppo fu attivo per circa due anni, leggendo opere di Marx, Poulantzas e Althusser, discutendo su quale fosse il momento migliore di tornare alla politica attiva. Dilma ha più volte dichiarato di non aver concluso il suo corso di laurea magistrale e di aver interrotto gli studi prima della tesi; l'Università ha smentito questa versione, dichiarando che Dilma non si sarebbe mai immatricolata per il corso di laurea magistrale.

## Carriera politica
Con la fine della dittatura militare, ella collaborò insieme con Carlos Araújo all'impegno di Leonel Brizola per la rifondazione del Partito Laburista Brasiliano (PTB), che fu rifondato con il nome di Partito Democratico Laburista (PDT). Araújo fu eletto deputato statale nel 1982, 1986 e 1990. Fu candidato due volte anche alla carica di sindaco di Porto Alegre, perdendo contro Olívio Dutra del Partito dos Trabalhadores nel 1988 e contro Tarso Genro, nel 1992.

### Segretaria Municipale della Fazenda

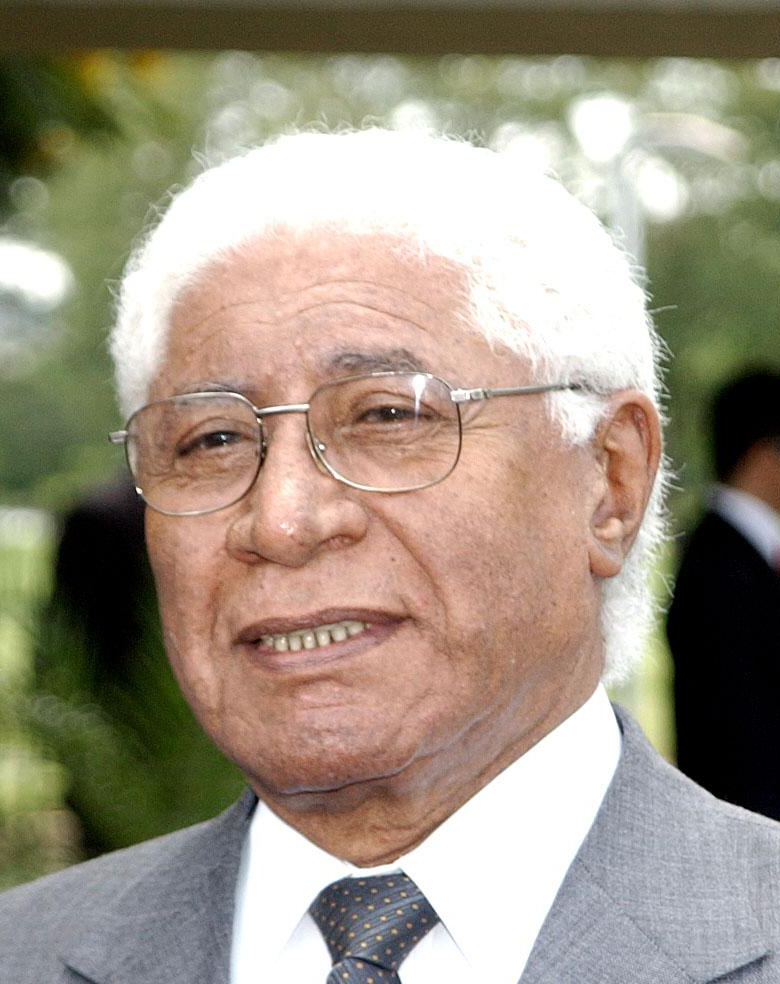
Alceu Collares scelse la Roussef come sottosegretaria nella giunta municipale di Porto Alegre e nel governo di Rio Grande do Sul.

Araújo e Dilma Roussef s'impegnarono convintamente nella campagna per l'elezione di Alceu Collares a sindaco di Porto Alegre nel 1985: nella loro casa fu preparata gran parte della campagna e del programma di governo. Eletto sindaco, Collares nominò la Roussef titolare della Segreteria Municipale della Fazenda, una sorta di assessorato all'economia. la neo-politica dette un contributo fondamentale alla campagna elettorale di Aldo Pinto per la presidenza dello Stato di Rio Grande do Sul nel 1986.
Restò alla guida della Segreteria della Fazenda fino al 1988, quando si ritirò per dedicarsi alla campagna di Araújo per le elezioni comunali di Porto Alegre; fu sostituita da Políbio Braga. Nel 1989 ella fu nominata direttore generale del Consiglio Comunale di Porto Allegre, ma fu sollevata dall'incarico dal presidente della stessa istituzione, Valdir Fraga per la sua scarsa puntualità nell'arrivare al lavoro.

### Segretaria Statale per l'Energia, le Miniere e le Comunicazioni
Nel 1990, Alceu Collares fu eletto governatore dello Stato di Rio Grande do Sul e la indicò per la presidenza della Fondazione di Economia e Statistica, di cui la Rousseff era stata stagista negli anni settanta. Restò lì fino alla fine del 1993, quando fu nominata Segretaria statale per l'Energia, le Miniere e le Comunicazioni, sostenuta da Carlos Araújo e dal suo gruppo politico. Ricoprì tale incarico fino alla fine del 1994, anno in cui terminò la sua relazione con Araújo. Riconciliatisi, la Rousseff e Araújo restarono insieme fino al 2000, quando si separarono definitivamente.
Nel 1995, concluso il mandato di Alceu Collares, la segretaria per l'Energia si ritirò da incarichi politici e tornò alla Fondazione di Economia e Statistica, dove pubblicò la rivista Indicadores Econômicos. Fu in questo lasso di tempo che si immatricolò ufficialmente per un corso di dottorato presso l'Università di Campinas. Nel 1998, il politico del PT Olívio Dutra vinse le elezioni per il governo dello Stato di Rio Grande do Sul con l'appoggio del PDT al secondo turno e Dilma Roussef tornò a ricoprire la carica di Segretaria per le Miniere e l'Energia.
Durante la sua gestione della Segreteria delle Miniere e dell'Energia nel governo Dutra, la copertura elettrica aumentò del 46%, grazie a un programma di opere di emergenza, a cui parteciparono imprese statali e private. Nel gennaio 1999, Dilma Roussef si recò a Brasilia per sollecitare l'attenzione delle autorità competenti riguardo all'urgenza di effettuare investimenti nella generazione di energia, al fine di evitare il rischio di black out in tutto il paese. Nel 2000, in seguito a contrasti con i vertici del PDT, la Roussef sostenne la candidatura di Tarso Genro a sindaco di Porto Alegre e, uscita dal PDT, entrò ufficialmente nel PT.

### Ministro per le Miniere e l'Energia

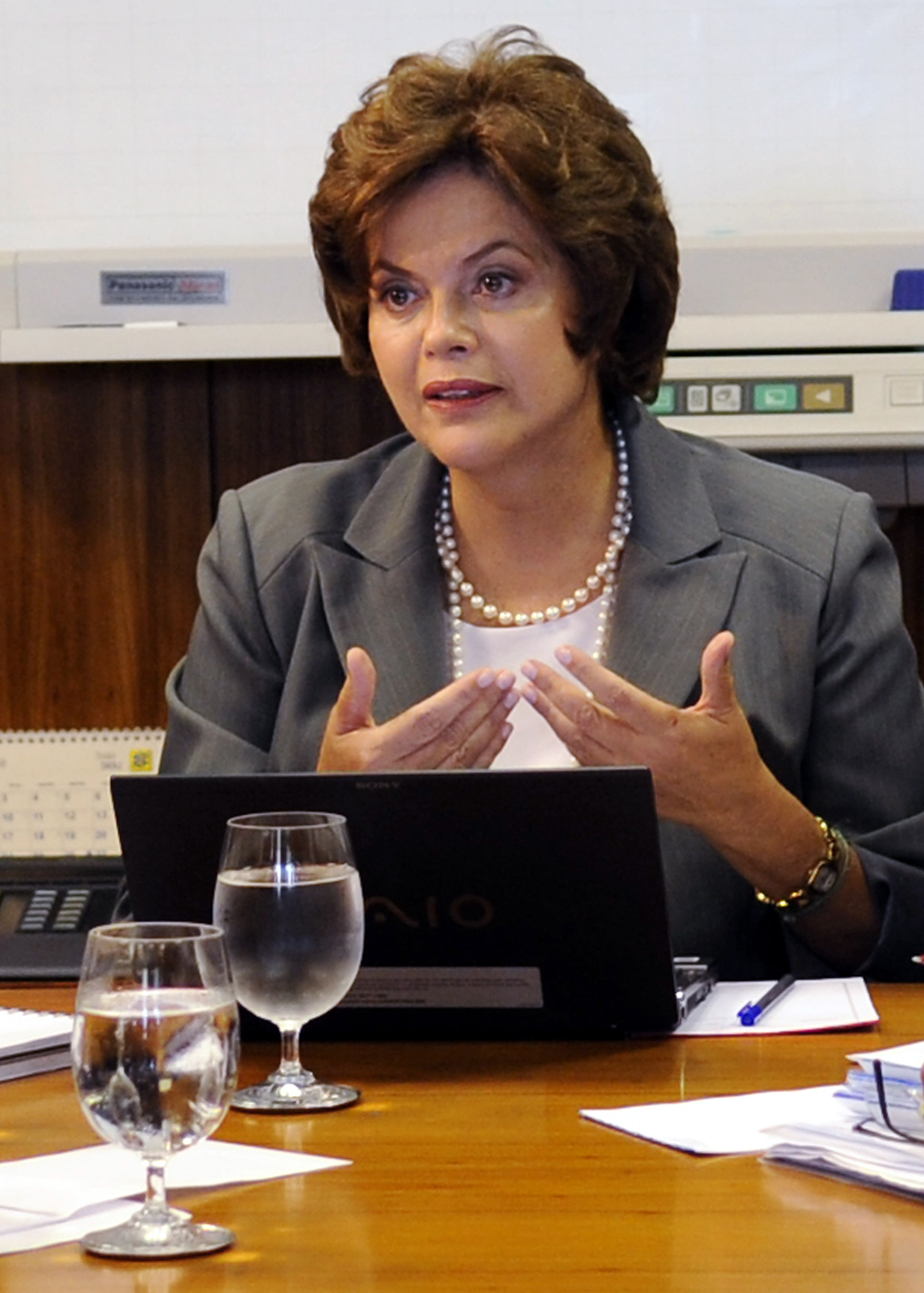
Lula fu molto colpito dalla "compagna con un computer portatile in mano".

Le questioni relative al settore delle miniere e dell'energia nella piattaforma programmatica del candidato Lula furono discusse in riunioni coordinate dal fisico e ingegnere nucleare Luiz Pinguelli Rosa. Dilma Rousseff fu invitata da Pinguelli a partecipare al gruppo nel giugno del 2001; qui si distinse per la sua buona conoscenza del settore. Per tutti, nel gruppo, era scontato che Pinguelli sarebbe stato il Ministro delle Miniere e dell'Energia in caso di vittoria di Lula alle elezioni del 2002.
Fu grande la sorpresa quando Lula, una volta eletto, scelse la nativa di Belo Horizonte per quel ruolo. Lula dichiarò: "Nel 2002 arriva una compagna con un piccolo computer portatile in mano. Cominciamo a discutere e subito mi resi conto che lei aveva una marcia in più rispetto agli altri che erano lì con lei, perché lei portava con sé la pratica dell'esperienza come Segretaria per le Miniere e per l'Energia di Rio Grande do Sul. Per questo pensai subito: credo di aver già trovato qui un mio ministro."
Il suo lavoro al ministero fu caratterizzato dal rispetto degli impegni presi da chi l'aveva preceduta, dall'introduzione di un modello elettrico meno concentrato nelle mani dello Stato, al contrario di quello che avrebbero voluto Luiz Pinguelli Rosa e Ildo Sauer. Per quanto riguarda il libero mercato dell'energia, ella lo mantenne e lo ampliò. Convinta della necessità di investimenti urgenti nel campo dell'energia elettrica per evitare il rischio di un black out già nel 2009, Dilma Roussef trovò una strenua avversaria nel ministro dell'ambiente, Marina Silva, preoccupata per l'impatto ambientale di molte opere proposte dalla Rousseff.
Josè Dirceu, all'epoca ministro capo della Casa Civile, una sorta di ministro dell'interno con poteri di sottosegretario alla Presidenza del Consiglio, dovette dar vita a un'équipe di collaboratori che mediassero tra le posizioni dei due ministri per tentare di risolvere le molte dispute. Amico di Lula, Pinguelli fu nominato presidente della Eletrobrás, (azienda fornitrice di energia elettrica che coordina l'attività di tutte le imprese private brasiliane del settore) ed ebbe, durante il suo mandato, significative divergenze con la ministra Dilma Rousseff, arrivando a mettere il suo incarico a disposizione di Lula e poi a lasciare il governo.
Mauricio Tolmasquim, che aveva una visione del settore più vicina a quella di Dilma Rousseff, fu proposto da quest'ultima come sottosegretario esecutivo del ministero. Tolmasquim dichiarò che, man mano che la Rousseff e il suo sottosegretario cominciavano a conoscersi meglio, la politica fu protagonista di feroci scenate contro lo stesso Tolmasquim: "È il suo modo di fare. Non è niente di personale. E nel giro di cinque minuti torna tutto tranquillo”. Anche Ildo Sauer ebbe vari dissensi con il ministro, che avrebbe respinto le idee di Sauer in materia di statalizzazione, tanto che fu necessario l'intervento diretto dello stesso Lula.
Secondo Luciano Zica, ex deputato federale, che si trovò spesso a dissentire con Dilma riguardo a questioni inerenti al problema dell'energia elettrica, "Dilma è la persona più democratica del mondo, a patto che si concordi al 100% con lei".

#### Luz Para Todos
Dilma Rousseff propose di accelerare l'obiettivo dell'universalizzazione dell'accesso all'energia elettrica, la cui scadenza era prevista per l'anno 2015, impegnandosi affinché 1,4 milioni di case rurali fossero raggiunte dall'energia elettrica nel 2006.
Nel governo precedente era stato lanciato il programma "Luce nel campo" (in portoghese Luz no Campo), con l'obiettivo di incentivare l'agrobusiness. Meta prevista da quel programma era raggiungere un milione di famiglie, ma fino all'inizio del 2003 solo poco più della metà risultavano effettivamente raggiunte. Secondo lei, tale programma aveva ottenuto risultati solo negli stati nei quali i governi locali avevano sostenuto la popolazione e propose un programma alternativo, finanziato dal governo. Il finanziamento, inoltre, doveva essere destinato al consumatore finale, non alle imprese.
Il programma fu lanciato nel novembre 2003 con il nome "Luz Para Todos" (Luce per tutti) e mise al centro le regioni a basso indice di sviluppo umano e le famiglie a basso reddito. Obiettivo del programma era raggiungere entro il 2008 due milioni di famiglie. Nell'aprile 2008 il governo aggiornò il programma, prevedendo, entro il 2010, di beneficiare ancora 1,17 milioni di famiglie. Nell'ottobre del 2008, la politica dovette riconoscere che il governo non sarebbe riuscito a raggiungere la meta in tempo, visto che restavano ancora 100.000 famiglie per l'anno 2009.

### Ministro-Capo della Casa Civile

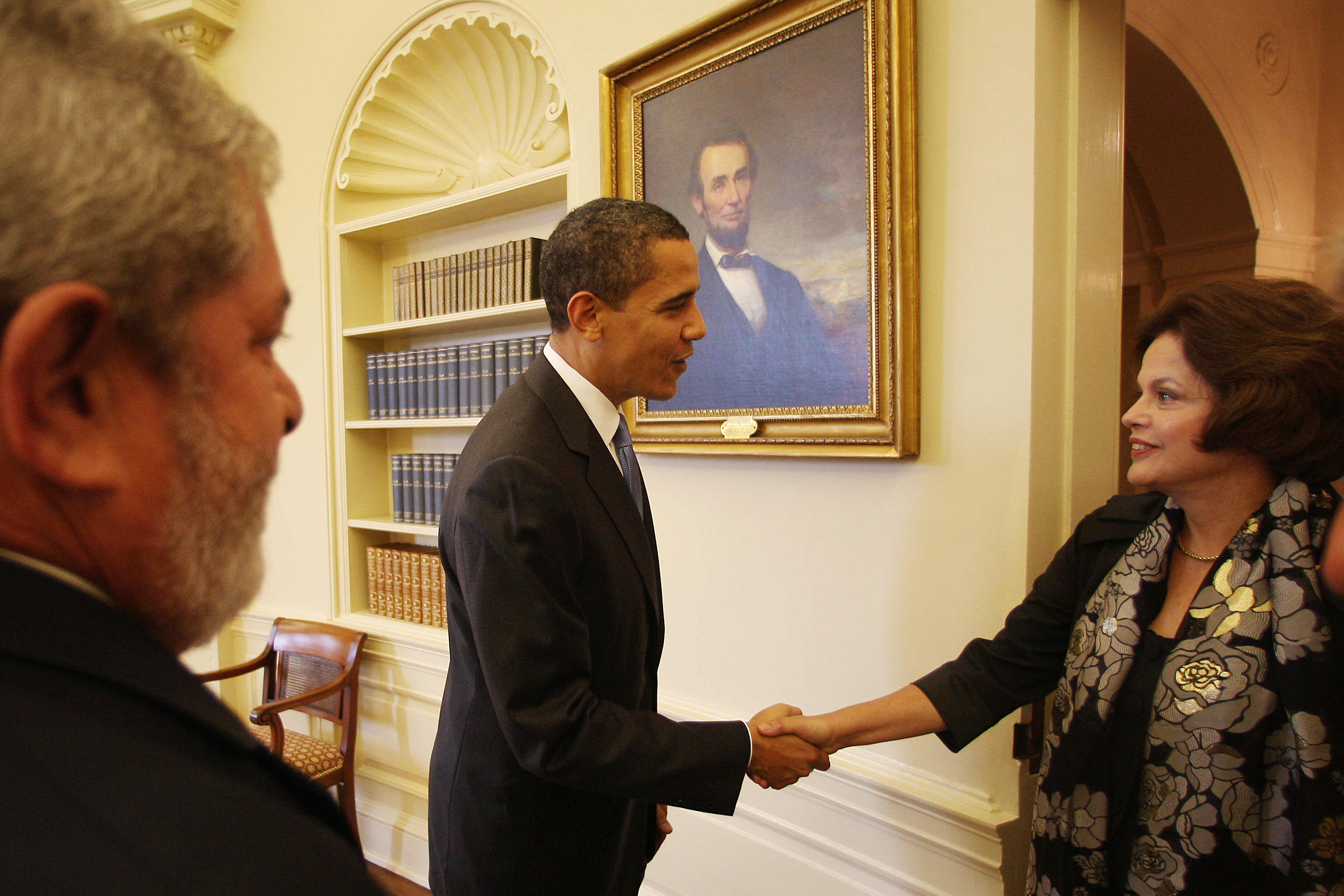
L'incontro tra Barack Obama, Lula e Dilma Roussef nel marzo del 2009

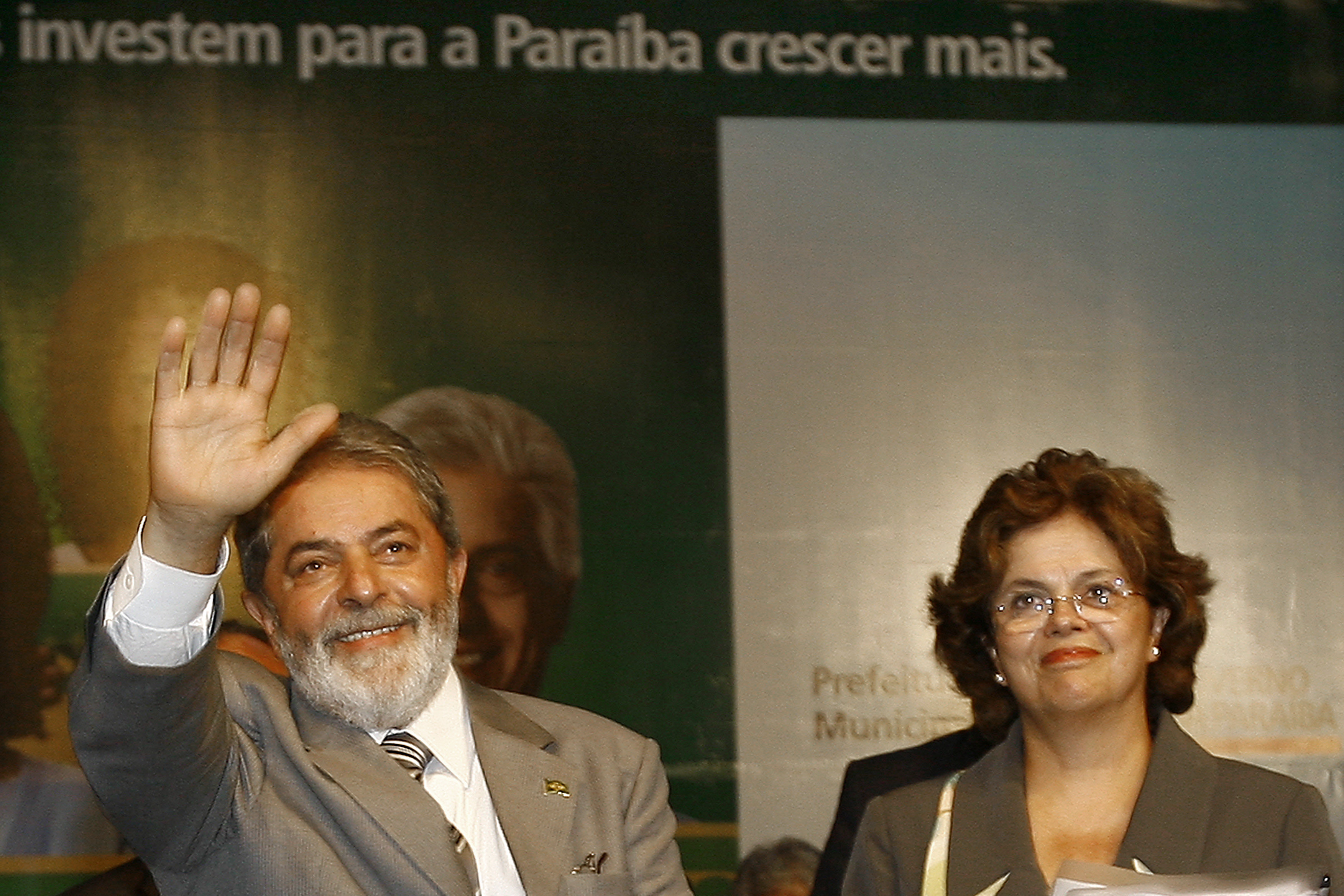
Dilma accompagna Lula in una cerimonia ufficiale

Come ministro per le miniere e l'energia, Dilma Rousseff aveva l'appoggio di due dei principali ministri del governo Lula: Antonio Palocci e José Dirceu. Quando Dirceu lasciò il governo a causa del cosiddetto scandalo del mensalão, Lula sorprese tutti scegliendo Dilma per la guida della Casa civil, organo direttamente dipendente dal capo del governo, preposto alla coordinazione dell'azione di governo e degli altri ministeri.
Franklin Martins, ex guerrigliero come la Roussef che diventò ministro, affermò che Lula era stato favorevolmente impressionato dalla gestione del ministero delle miniere e dell'energia da parte sua, che aveva evitato un altro black out. Inoltre lo stesso Lula avrebbe evitato una disputa tra Palocci e Dirceu per la sua successione, dal momento che la Rousssef non aveva questa ambizione ed era nuova del partito. La politica rivelò a Gilberto Carvalho che l'indicazione del suo nome per la Casa Civil fu una sorpresa di gran lunga superiore a quella provata quando fu nominata al ministero delle miniere e dell'energia.
Il Consolato statunitense a San Paolo indirizzò al Dipartimento di Stato, poco dopo la nomina della ministra alla Casa Civil, un dossier in cui veniva tracciato un profilo dettagliato della ministro e in cui si parlava diffusamente del suo passato di guerrigliera, dei suoi gusti e delle sue abitudini personali, delle sue caratteristiche professionali, descrivendo la Rousseff come tecnica di prestigio, attenta ai dettagli, con fama di workaholica e con grande capacità di ascoltare, ma con mancanza di tatto politico.

#### Caso Varig
Nel giugno del 2008 Denise Abreu, ex direttrice dell'Agenzia nazionale dell'Aviazione Civile brasiliana, affermò durante un'intervista al giornale O Estado de S. Paulo, che la Casa Civil avrebbe favorito la vendita della compagnia aerea VarigLog, specializzata nel trasporto di merci, e della compagnia Varig al fondo nord americano Matlin Patterson e ai tre soci brasiliani.
La Abreu, che lasciò l'incarico nell'agosto del 2007, rivelò di aver ricevuto pressioni dalla ministra Rousseff e dalla segretaria esecutiva della Casa Civil, Erenice Guerra, affinché prendesse una decisione favorevole alla vendita della VarigLog e della Varig. A suo dire la Rousseff scoraggiò il suo proposito di chiedere documenti che comprovassero la capacità finanziaria dei tre soci (Marco Antônio Audi, Luís Eduardo Gallo e Marcos Haftel) per comprare l'impresa, dal momento che la legge proibisce a stranieri di possedere più del 20% del capitale delle compagnie aeree. Dilma respinse le accuse e Denise Abreu non presentò nessun documento e nessuna prova che le sostenessero.

### Candidata alle elezioni presidenziali del 2010

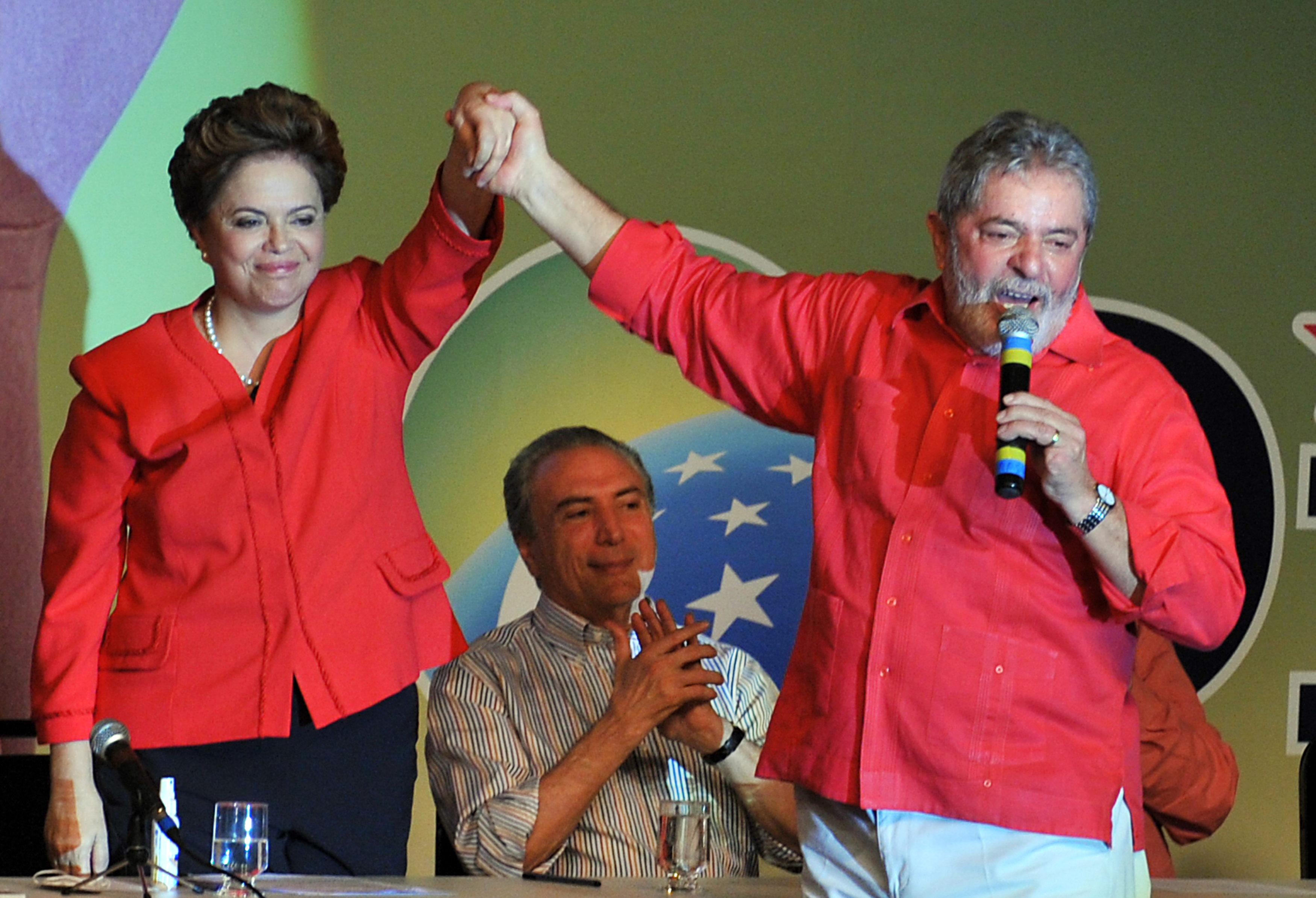
Dilma Roussef e Lula durante la campagna per le presidenziali del 2010.

Nell'aprile del 2007 la brasil-bulgara era già stata indicata come possibile candidata alla presidenza della repubblica. Il mese seguente Dilma affermò che si trattava di una simpatica idea. Nell'ottobre dello stesso anno, giornali stranieri come l'argentino La Nación o lo spagnolo El País la indicavano già tra i papabili alla successione di Lula. Lo stesso Lula, per testare il suo potenziale come candidata, fu regista di un'operazione di sovraesposizione della Rousseff.
Nell'aprile del 2008 l'Economist sostenne che una candidatura di Dilma non sembrava ancora fattibile, essendo la Rousseff ancora poco conosciuta, nonostante fosse il ministro più potente di Lula. Nel dicembre Lula disse di non aver mai parlato con Dilma Rousseff di una sua possibile candidatura alle elezioni presidenziali del 2010, affermando di aver solo suggerito l'idea.
Nell'ottobre del 2009 la Roussef e Lula furono accusati dall'opposizione di stare facendo propaganda elettorale prima dell'avvio della campagna.

#### Presunto dossier
Secondo un reportage del giornale Folha de S. Paulo, si sarebbe tenuto un incontro tra i coordinatori della campagna elettorale di Dilma Rousseff per la creazione di un dossier contro il politico José Serra, anch'egli candidato alla presidenza della repubblica.
Il fatto fu denunciato alla stampa dall'avvocato Onézimo das Graças Sousa, dipendente in pensione del Dipartimento di Polizia Federale, il quale affermò, nel corso di una dichiarazione rilasciata il 17 giugno 2010 di fronte alla Commissione parlamentare di controllo sui Servizi segreti, di essere stato minacciato di morte per aver rivelato il piano.
In un articolo pubblicato il 19 giugno 2010, la Folha de S. Paulo rivelò che informazioni della dichiarazione dei redditi del presidente del Partito della Social Democrazia Brasiliana, Eduardo Jorge Caldas Pereira, provenienti dalla banca dati della Receita Federal, l'agenzia delle entrate brasiliana, erano state carpite da un gruppo di intelligence legato allo staff elettorale di Dilma Rousseff. Questi dati avrebbero dovuto far parte del presunto dossier. Due giorni dopo la pubblicazione del reportage, la direzione nazionale del PT divulgò una nota, nella quale negava qualunque coinvolgimento del partito nella vicenda.
Il 13 luglio 2010, in una dichiarazione resa alla Commissione di Costituzione e Giustizia del Senato, dalla quale fu convocato per dare spiegazioni sul caso, il segretario della Receita Federal, Otacílio Cartaxo, confermò l'avvenuta violazione del sistema di accesso alla banca dati, ma si rifiutò di rivelare i nomi dei responsabili, pur essendo l'assemblea a porte chiuse. Il 21 luglio è venuto fuori il nome di Antonia Aparecida Rodrigues dos Santos Neves Silva come possibile responsabile della violazione. La Rodrigues, consulente della Receita Federal, era stata sollevata dall'incarico che occupava in commissione il giorno 8 luglio, una settimana dopo le denunce della stampa e dopo che la Receita Federal aveva aperto le indagini. Per il fisco i dati furono consultati e stampati con la password della Rodrigues.

#### Lancio ufficiale e sostegno alla candidatura

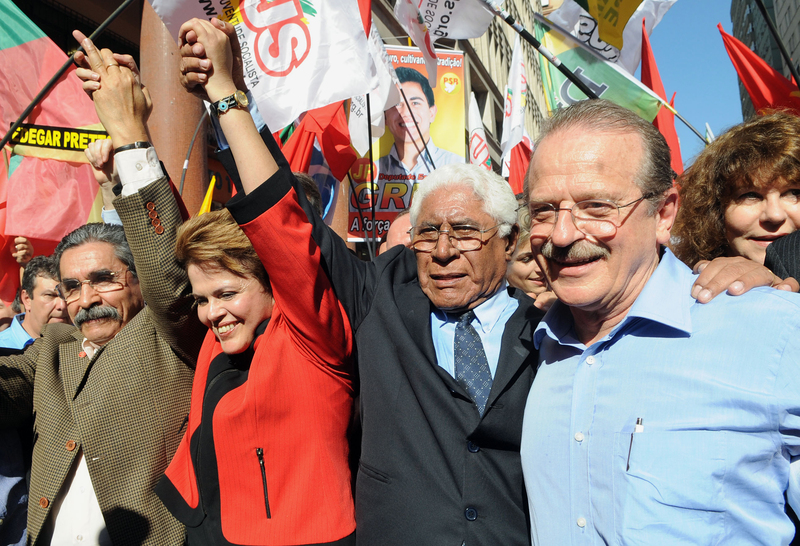
Dilma a Porto Alegre all'inizio della sua campagna presidenziale (Wilson Dias/ABr)

La sua candidatura è stata ufficializzata il 13 giugno del 2010, durante la convenzione nazionale del Partito dei Lavoratori che si è tenuta a Brasilia. Contemporaneamente, è stato designato come suo vice il Presidente della Camera dei deputati Michel Temer.
A sostegno della candidatura della Rousseff si è formata, intorno al PT, una larga coalizione di partiti della sinistra, costituita dalle seguenti forze: il Partito del Movimento Democratico Brasiliano, il Partito Comunista del Brasile, il Partito Socialista Brasiliano, il Partito Repubblicano Brasiliano, il Partito della Repubblica, il Partito Sociale Cristiano, il Partito Laburista Cristiano, il Partito Laburista Nazionale e il Partito Democratico Laburista.
Si sono inoltre espressi apertamente in favore suo figure di fama internazionale come l'attore portoricano Benicio Del Toro, Martine Aubry, primo segretario del Partito Socialista Francese, e il regista statunitense Oliver Stone, che ha registrato un messaggio in suo sostegno.

#### Reazioni in Bulgaria
Durante la campagna elettorale del 2010, la Bulgaria visse una vera e propria "Febbre di Dilma". Giornali, riviste e televisioni bulgare si occuparono diffusamente delle presidenziali brasiliane; molti giornalisti enfatizzarono la possibilità che una "bulgara" fosse eletta presidente della decima potenza economica mondiale. Così come il Kenya festeggiò l'elezione a presidente degli USA di Barack Obama, il cui padre era originario di quel paese, la Bulgaria volle celebrare la Roussef, il cui padre era bulgaro.
La Rousseff fu descritta dai media bulgari come una "dama di ferro", ossia una Margaret Thatcher brasiliana.
Secondo Rumen Stoyanov, professore di letteratura all'Università di Sofia, la Bulgaria soffrirebbe la mancanza di figure forti: "Abbiamo bisogno di eroi. Siamo un popolo non numeroso, che sta diminuendo perché i bulgari non vogliono avere figli. Per questo è importante che venga enfatizzato l'esempio positivo di una persona di origine bulgara, soprattutto fuori dal paese".

#### Programma di governo

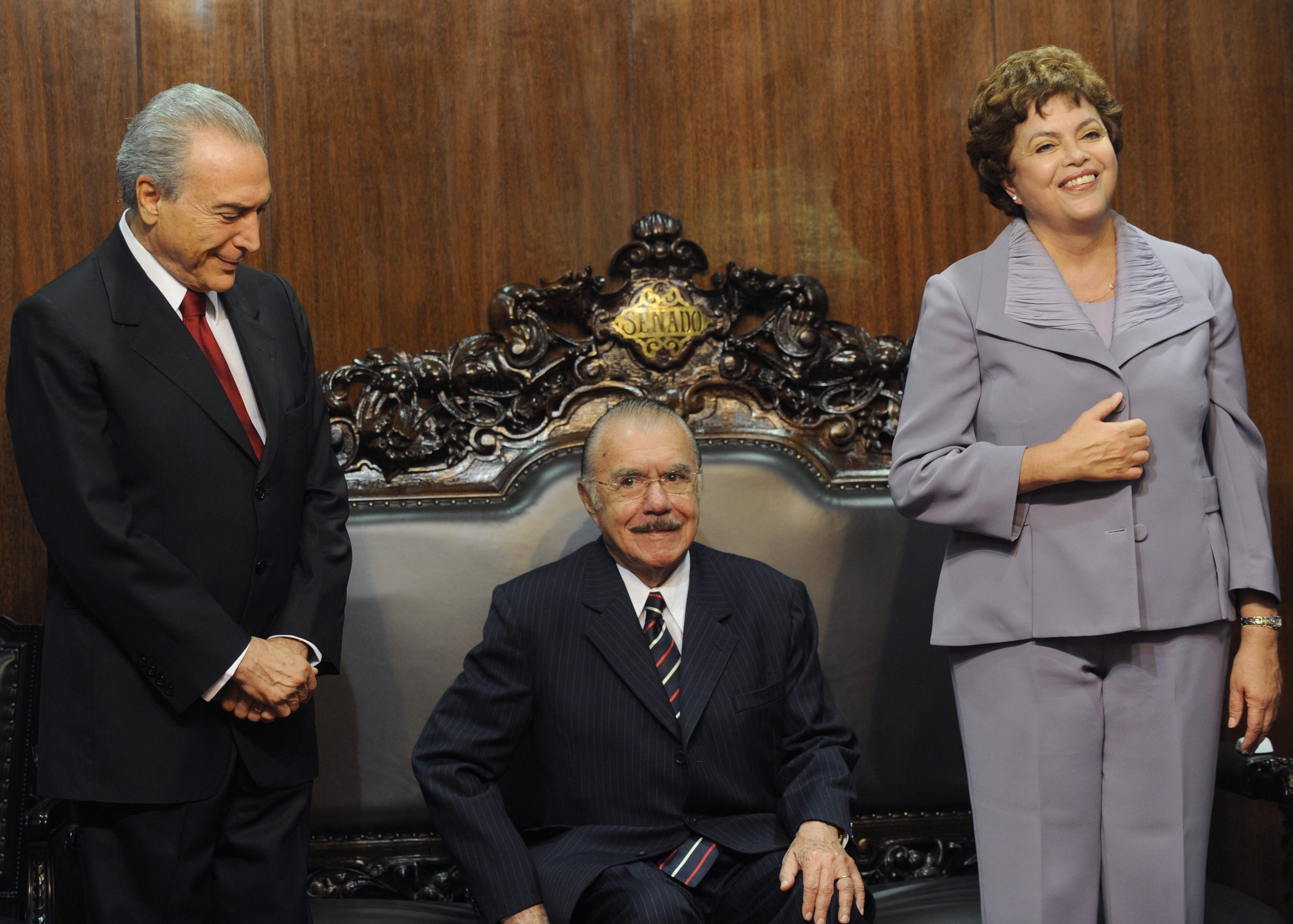
La candidata del PT alla Presidenza della Repubblica, Dilma Rousseff, insieme con il suo vice, Michel Temer, del PMDB, e al senatore José Sarney (Antonio Cruz/ABr)

Secondo informazioni diffuse dal giornale O Estado de S. Paolo, il programma di governo di Dilma Rousseff registrato presso il Tribunale Superiore Elettorale del Brasile (TSE) il 6 luglio 2010, una formalità richiesta dalla legislazione, ebbe due differenti versioni nel giro di poche ore: inizialmente il partito consegnò un libretto di 19 pagine, tutte redatte dalla candidata, con temi controversi come il controllo dei media e l'aborto; qualche ora dopo fu inviata una seconda versione, depurata dai temi più controversi – definiti "radicali" da diversi periodici, come la "Folha de S. Paulo", il giornale "O Globo" e la rivista "Veja", firmata da avvocati procuratori del PT. Sempre secondo il giornale, tanto la candidata quanto il presidente del partito José Eduardo Dutra avrebbero firmato il testo del programma senza leggerne il contenuto.
Interrogata, la Rousseff rispose: "Noi non concordiamo con la posizione espressa su temi come il controllo dei media e l'aborto." Tra i punti principali del programma con cui si presentò alle elezioni del 2010, occupava un posto importante, nel segno della continuità con il governo Lula, l'impegno per lo sradicamento della povertà e la redristibuzione della ricchezza in un paese in forte crescita come il Brasile, già diventato l'ottava potenza economica mondiale.

#### Sanzioni elettorali
Dilma Roussef è stata la prima candidata alla presidenza a essere multata per aver fatto propaganda illegale nelle elezioni del 2010. La prima sanzione, di cinquemila reais, fu decretata il 13 maggio 2010, dopo che il Tribunale Superiore Elettorale ebbe analizzato il programma di partito diffuso dal PT nel dicembre 2009, contenente propaganda in favore suo in anticipo rispetto all'inizio della campagna elettorale. La seconda infrazione ebbe luogo il 10 aprile 2010 nella sede del Sindacato dei metallurgici. La terza multa, anch'essa del valore di cinquemila reais, è datata 8 luglio 2010. Il 13 luglio Nancy Andrighi, giudice del Tribunale Superiore Elettorale ha multato ancora una volta la candidata per un ammontare di seimila reais.
Varie sanzioni furono poi decretate nelle settimane successive., per un totale di sette multe e 33.000 reais di debito con la giustizia.

#### Presidente della Repubblica Federale del Brasile
Smentendo i pronostici della vigilia, che la davano vincente con un risultato superiore al 50%, al primo turno delle elezioni presidenziali, tenutosi il 3 ottobre 2010, Dilma Rousseff si fermò a 47.651.434 voti, pari al 46,91% del totale dei voti validi e dovette quindi affrontare al secondo turno il candidato socialdemocratico José Serra, governatore dello Stato di San Paolo.
Al secondo turno delle presidenziali, tenutosi il 31 ottobre 2010, Dilma Rousseff fu eletta presidente del Brasile con 55.752.529 voti, pari al 56,05% del totale.

### Elezioni presidenziali del 2014
Il 21 giugno 2014 dinanzi ai delegati del Partito dei Lavoratori Dilma Rousseff ufficializza la sua ricandidatura a Presidente della Repubblica Federale del Brasile alle elezioni presidenziali del 5 ottobre 2014. Alle Elezioni generali in Brasile del 2014 la Presidente Rousseff sfida Aécio Neves del Partito della Social Democrazia Brasiliana e Marina Silva del Partito Socialista Brasiliano. Il primo turno si svolge il 5 ottobre 2014, dove la Rousseff ottiene il 41,6% dei voti contro il 33,55% di Neves, mentre Marina Silva (data come favorita per il ballottaggio alla vigilia delle elezioni) ottiene il 21,32%; quindi la Presidente uscente Rousseff e Neves si affrontano al II turno del 26 ottobre. Dilma Rousseff viene rieletta Presidente della Repubblica del Brasile per la seconda volta consecutiva grazie al 51,6% dei consensi contro il 48,3% di Aécio Neves.

### Destituzione
Il 3 dicembre 2015, la Camera dei Deputati ha intrapreso la procedura di messa in stato d'accusa della Rousseff, formalizzata con la votazione del 17 aprile 2016, 367 sì e 137 no, autorizzando il successivo passaggio al Senato, per l'accusa di aver truccato i dati sul deficit di bilancio annuale. Due anni dopo, l'accusa è risultata poi infondata.
Dopo mesi di incertezza politica e la perdita dell'appoggio di cruciali partiti alleati in Parlamento, il 12 maggio 2016 il Senato, 55 voti contro 22, ha sancito la sospensione dalla carica di Presidente di Dilma Rousseff (prevista dalla Costituzione brasiliana fino a 180 giorni). Le funzioni di presidente sono state quindi assunte dal vice, Michel Temer. Il 31 agosto successivo il Senato decreta la destituzione di Dilma Rousseff, alla quale succede come presidente lo stesso Temer. Nel 2022 l'indagine giudiziaria sulle accuse di manipolazioni contabili che erano alla base del suo impeachment è stata ufficialmente chiusa, in quanto il Ministero pubblico federale brasiliano (MPF) non ha identificato alcun reato o atto di irregolarità amministrativa.

## Vita privata

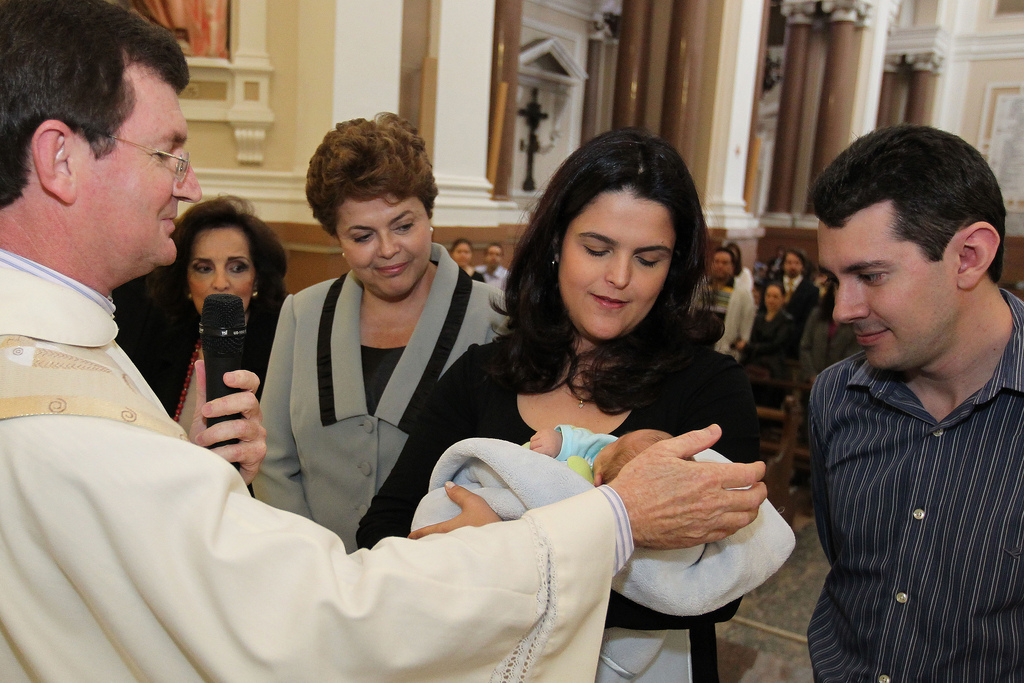
Dilma Rousseff al battesimo del nipote Gabriel.

Il primo marito di Dilma Rousseff fu il giornalista Cláudio Galeno de Magalhães Linhares. Alla fine degli anni settanta, ella si rifece un vita nel Rio Grande do Sul, scegliendo Porto Alegre per via del suo compagno di allora, l'ex guerrigliero ed ex deputato dello Stato di Rio Grande, Carlos Franklin Paixão de Araújo, con cui ebbe la sua unica figlia, Paula, nata il 27 marzo del 1976. Arrestato a San Paolo, Araújo fu riportato nel suo Stato di origine per scontare la sua pena. Dilma lavorò come insegnante in carcere per potere vedere Araújo.
Carlo Araújo e Dilma Rousseff si separarono nel 1994, ma nel 1996 si riconciliarono e tornarono ad abitare insieme. Dopo più di trenta anni di relazione, Dilma Rousseff e Carlo Araújo divorziarono nel 2000. Durante la campagna elettorale per le presidenziali del 2010, la figlia Paula Rousseff de Araújo, ebbe un figlio e rese Dilma Rousseff, nonna del suo primo nipote, Gabriel Rousseff Covolo, nato il 9 settembre a Porto Alegre.
Dilma Rousseff ha più volte sostenuto di amare la storia e di essere molto interessata all'opera. All'inizio degli anni novanta si iscrisse al corso di teatro greco del drammaturgo Ivo Bender. La mitologia greca la ossessionò a tal punto che, ispirata dalla figura di Penelope, cominciò a dedicarsi all'arte del ricamo.
La sua attrice preferita è Fernanda Montenegro. Secondo quanto riportato dal suo sito internet, Dilma Rousseff sarebbe un'appassionata lettrice: suoi autori preferiti sarebbero Machado de Assis, Guimarães Rosa, Cecília Meireles e Adélia Prado.
Ai tempi del suo matrimonio con Cládio Galeno nel 1967, ella usava il cognome Linhares. Anche dopo la separazione e il divorzio, avvenuto nel 1981, Dilma Rousseff continuò a usare il cognome del primo marito fino al 1999, quando tornò a usare il suo nome da ragazza: Dilma Vana Rousseff. In previsione della campagna elettorale del 2010, all'inizio del 2009 Dilma Rousseff si sarebbe sottoposta a un leggero lifting e avrebbe cambiato significativamente il suo aspetto estetico.

### Temperamento

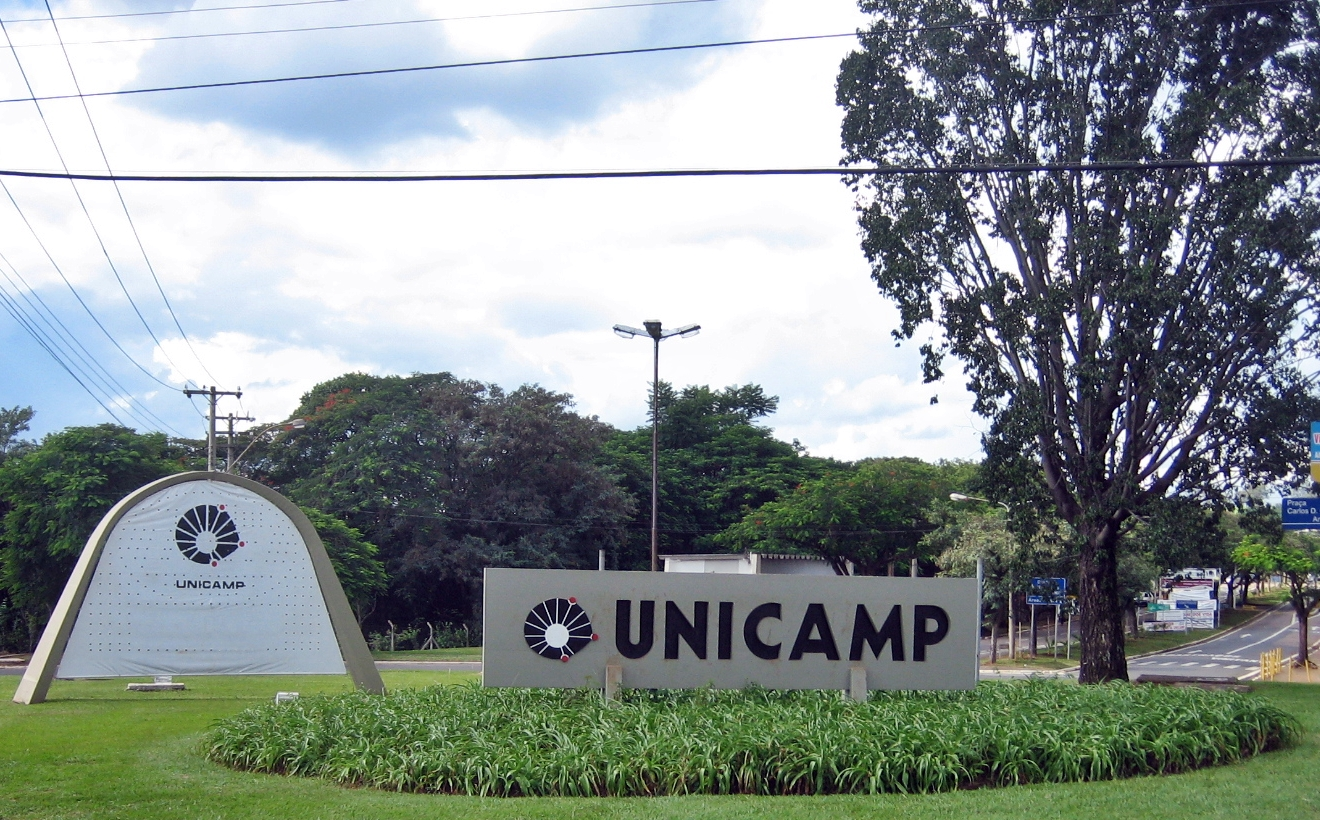
Nonostante abbia finito le materie della laurea magistrale (mestrado) e del dottorato presso l'Università di Campinas, Dilma non ha terminato nessuno dei due percorsi di studio, non avendo discusso la tesi.

Considerata donna dal temperamento esplosivo, Dilma Rousseff è accusata da parte della stampa di aver trattato in modo inurbano suoi colleghi ministri, particolarmente il ministro Paulo Bernardo, di fronte ai governatori José Serra e Aécio Neves. È accusata inoltre di "aver fatto piangere" il presidente dell'azienda statale petrolifera José Sérgio Gabrielli, dopo una scenata al telefono. Secondo il giornale O Globo, il segretario esecutivo del Ministero dell'Integrazione Nazionale, Luiz Antonio Eira avrebbe rassegnato le sue dimissioni a causa di dissapori con Dilma Rousseff, dalla quale si sarebbe sentito umiliato.
Il presunto carattere aggressivo di Dilma Rousseff tuttavia è sempre stato molto apprezzato da Lula, secondo il quale il temperamento di Dilma sarebbe stato il segreto del successo del governo nella risoluzione dei problemi più difficili. A proposito del suo stesso carattere, Dilma afferma: "Non è il mio carattere a essere difficile, lo è la mia funzione. Io devo risolvere problemi e conflitti. Non ho un momento di riposo. Non sono criticata perché sono dura, ma perché sono donna. Sono una donna dura, circondata da uomini morbidi".

### Polemiche sul titolo di studio
Il sito ufficiale della Casa Civil informava che Dilma Rousseff aveva conseguito una laurea magistrale in Economia presso l'Università di Campinas ed era dottoranda in Economia monetaria e finanziaria presso la stessa Università. Nella Plataforma Lattes, banca dati contenente i curricula dei ricercatori brasiliani e i dati relativi alle istituzioni del settore scientifico e tecnologico, Dilma Rousseff veniva indicata come laureata, con titolo di laurea magistrale (mestrado), conseguito nel 1979, e dottoranda in Scienze sociali applicate dal 1998. Secondo le informazioni dell'Università di Campinas, Dilma conseguì tutti i crediti richiesti dal corso di studi, senza però discutere la tesi, cosicché non ottenne il titolo.
La Casa Civil riconobbe che l'informazione presente sul sito internet relativamente ai titoli di studio della Rousseff non era corretta, provvedendo a correggerla. L'ufficio stampa informa che Dilma Rousseff fu allieva del corso di laurea magistrale in Scienze economiche presso l'Università di Campinas tra il marzo del 1978 e il luglio del 1983, conseguendo tutti i crediti formativi richiesti, ma senza arrivare a discutere la tesi, e che poi assunse la carica di Segretaria municipale della Fazenda di Porto Alegre. Neanche il dottorato sarebbe stato concluso, avendo Dilma assunto un altro incarico politico, la Segreteria delle Miniere, dell'Energia e delle Comunicazioni dello Stato di Rio Grande do Sul dal 1999 al 2002, per poi essere nominata ministro nel governo di Lula.

### Condizioni di salute

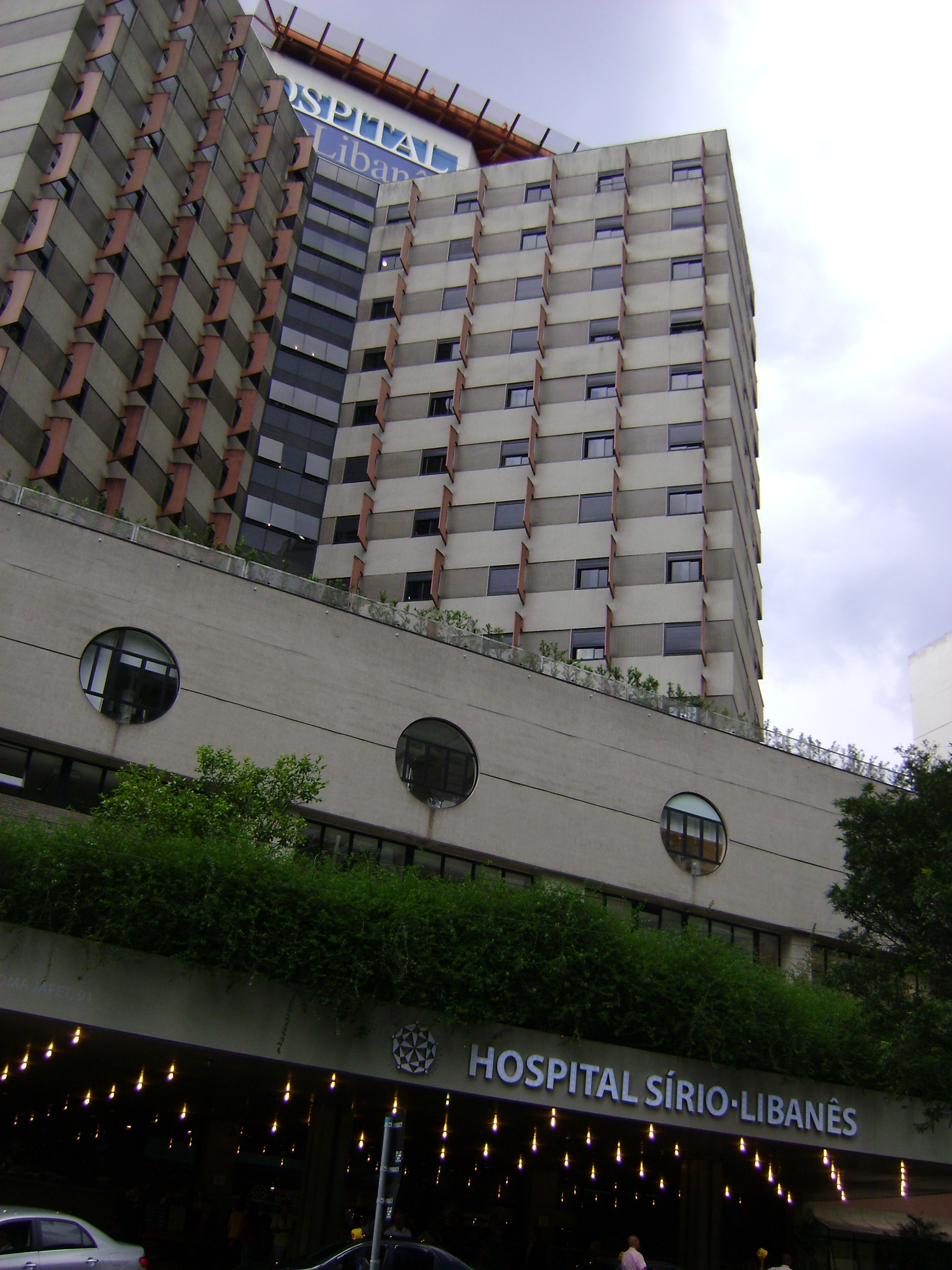
L'ospedale Sírio-libanês, dove Dilma si sottopose alla terapia contro un linfoma.

Nell'aprile del 2009, la Roussef rivelò che si stava sottoponendo a un trattamento contro un cancro al sistema linfatico (linfoma), che aveva scoperto durante un esame di routine, grazie a un nodulo all'ascella sinistra; il cancro era ancora in fase iniziale. Il trattamento comprendeva sessioni di chemioterapia. Si trattava della forma di cancro linfatico più aggressivo, ma con una possibilità di guarigione del 90%.
A maggio, fu ricoverata nell'Hospital Sírio Libanês di San Paolo con forti dolori alle gambe e le fu diagnosticata una miopatia, infiammazione muscolare causata dai trattamenti contro il cancro. All'inizio di settembre dello stesso anno, rivelò di aver concluso il trattamento di radioterapia, dichiarandosi guarita, come confermarono alla fine del mese anche i medici dello stesso ospedale. Si rasò i capelli prima che questi cominciassero a cadere per la chemioterapia; per questo usò per sette mesi una parrucca, fino al dicembre del 2009.

### Altre attività professionali
Tra il 1995 e il 1996, nel periodo di ritiro forzato dalla vita pubblica, Dilma Rousseff ebbe una breve esperienza da piccola imprenditrice.

## Posizioni politiche

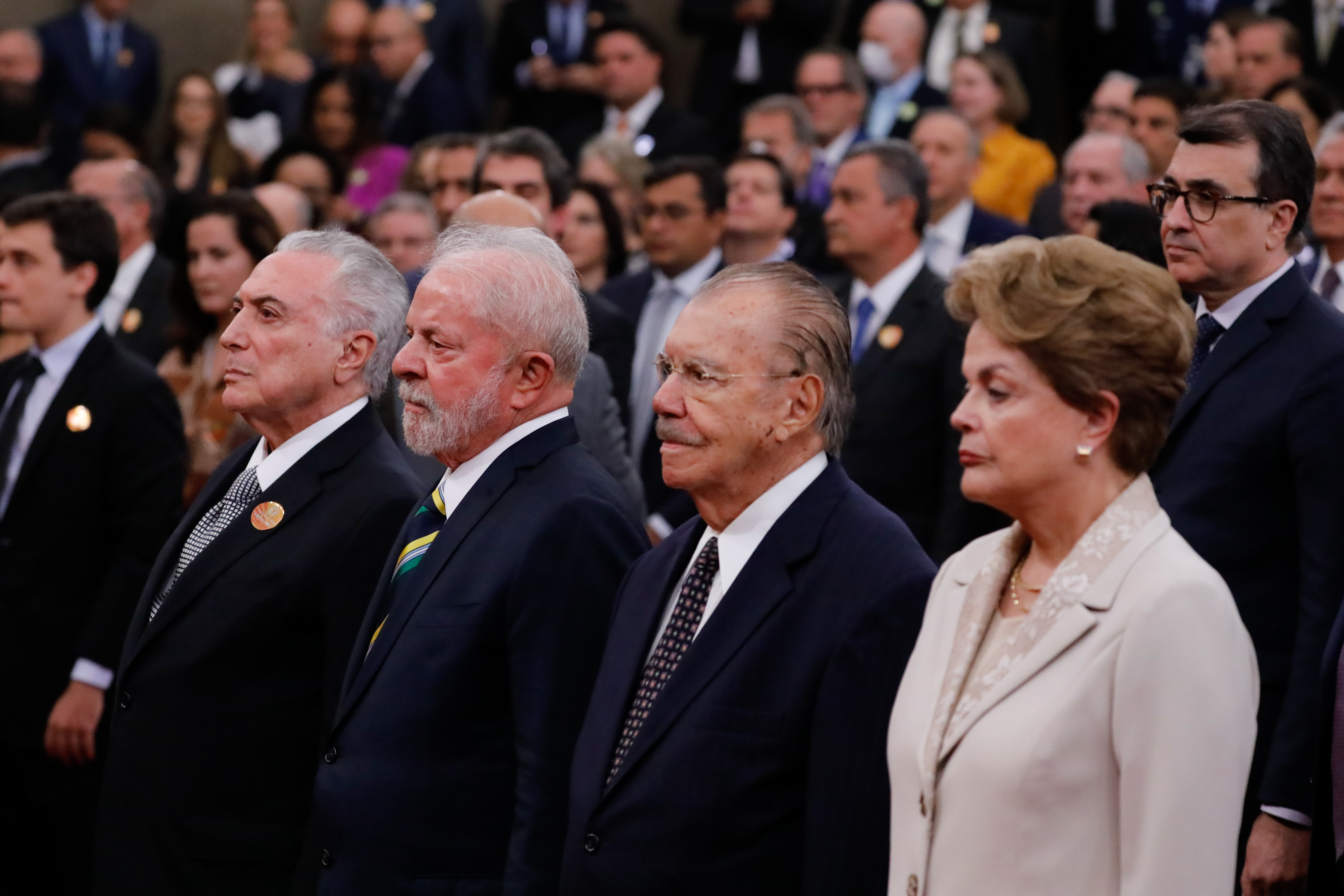
Michel Temer, Luiz Inácio Lula da Silva, José Sarney e Dilma Rousseff, all'insediamento del ministro Alexandre de Moraes come presidente del Tribunale elettorale nel 2022.

Dilma Rousseff si dichiara a favore della vita ed è favorevole all'aborto solo in caso di gravidanze che mettano a rischio la vita della madre o che siano il risultato di uno stupro, casi nei quali la legislazione brasiliana attuale permette alle donne di interrompere la gravidanza. Le sue attuali posizioni sono state criticate da settori della Chiesa cattolica brasiliana e di altri gruppi religiosi, anche in considerazione del suo sostegno, dato in passato, alla legalizzazione dell'aborto.
Proprio questo cambio di posizione sull'aborto è stato uno dei principali argomenti in campagna elettorale per l'avversario Josè Serra, così come per la rivista Veja. Dilma Rousseff si oppone inoltre ai matrimonio omosessuale, ma appoggia le unioni civili tra persone dello stesso sesso. Secondo Rousseff, "il matrimonio è una questione religiosa. Io, come privata cittadina, non direi mai che cosa una religione debba fare o no." Per quanto riguarda le unioni civili tra persone dello stesso sesso, Dilma ha affermato che la base dei diritti civili deve essere riconosciuta legalmente.
Venendo alle sue posizioni sulle droghe oggi illegali, Dilma Rousseff si oppone notoriamente a proposte che vadano in direzione di una loro legalizzazione. Di origine laburista e radicale, come antica militante del PDT, e nel ruolo attuale di esponente del Partito dei Lavoratori, un partito che si proclama social-democratico, Dilma Rousseff è contro le privatizzazioni e il neoliberismo. Ciò nonostante ha dichiarato di essere favorevole all'iniziativa privata per la costruzione di nuove strade, se questo fosse più conveniente per lo Stato.